# Henrik Pontén
John Henrik Gustav Pontén, född 17 oktober 1965 i Kalmar, död 16 maj 2020 på Lidingö, var en svensk jurist. Han arbetade som "ansvarig jurist" på Svenska antipiratbyrån och var organisationens ansikte utåt. Han blev offentligt uppmärksammad i samband med den så kallade Bahnhofaffären och razzian mot The Pirate Bay och senare även rättegången mot The Pirate Bay. 2011 var han med och grundade Rättighetsalliansen som han arbetade på fram till 2020.

## Biografi
Som ung ingick Pontén i svenska juniorlandslaget i fäktning. Han tog ett SM-guld i lagvärja från 1987.
Efter juristexamen vid Stockholms universitet anställdes Pontén i oktober 1997 av Filmägarnas kontrollbyrå som jurist med inriktning på upphovsrätt. Han arbetade också på Sveriges branschförening för Multimedia, Dator- & TV-spel (MDTS). År 2005 blev han nominerad till "Årets lobbyist" av tidningen Resumé.
Pontén var aktiv i Centerpartiet och kandiderade till kommunfullmäktige i Lidingö för partiet i de allmänna valen 2010. Under mandatperioden 2007–2010 satt han som Centerpartiets ersättare i Tekniska nämnden i Lidingö.
2016 startade han tillsammans med andra privatpersoner den ideella föreningen Get2Gether som tillhandahåller getter för att ekologiskt bibehålla öppna landskap på Lidingö. Organisationen har även varit en kraft för integration på Lidingö genom att låta ensamkommande med arbetserfarenhet som herdar att jobba för organisationen.
Pontén råkade den 1 januari 2020 ut för en cykelolycka och dog i sviterna av den olyckan den 16 maj 2020. Han är gravsatt i Vilokullen på Lidingö kyrkogård.

### Familj
Henrik Pontén var sonson till Gustaf Pontén. 